# Escuela de Arte Lamar Dodd
La Escuela de Arte Lamar Dodd (en inglés: Lamar Dodd School of Art) es la escuela de arte de la Facultad de Artes y Ciencias Franklin de la Universidad de Georgia (UGA) en Athens, Georgia, Estados Unidos.

## Historia
En 1927, la Junta de Síndicos de la Universidad de Georgia votó para establecer formalmente una cátedra de bellas artes y artes aplicadas en la facultad de agricultura. Antes del establecimiento formal del departamento de arte, existían oportunidades para estudiar artesanía en la Escuela Normal y la Facultad de Agricultura. En su anuncio del nuevo departamento de bellas artes y artes aplicadas, el presidente de la Facultad de Agricultura afirmó que el programa incluiría instrucción “en dibujo, pintura, trabajo con arcilla, diseño y obras de arte”.
Mildred Pierce Ledford (1895–1975) de Tennessee llegó en el otoño de 1927 para dirigir el nuevo departamento. Ledford había recibido su licenciatura en ciencias en educación de la Universidad de Oklahoma y un diploma en bellas artes y artes aplicadas del Instituto Pratt en Nueva York. Ledford, cuya educación universitaria la diferenció de la mayoría de las maestras de arte en los campus universitarios de los Estados Unidos en ese momento, impartió una variedad de cursos, incluidos los que ofrecían instrucción en batik, tejido, metalurgia, cestería, estampado de telas, y otras áreas de diseño aplicado, así como historia y apreciación del arte. Conocido como arte aplicado en la Facultad de Agricultura, formaba parte del departamento de Economía Doméstica.
En 1937, la Universidad contrató a Lamar Dodd para el puesto de artista residente con título de profesor asociado. Al año siguiente, fue nombrado jefe de departamento y obtuvo una cátedra completa en 1939. Con una matrícula de cincuenta estudiantes de arte en 1937, Dodd había aumentado ese número a 225 en 1948.
Dodd trajo a John Held Jr. para el año escolar 1940-1941 ya Jean Charlot para el año escolar 1941-1942 como artistas residentes. Charlot adornó el Edificio de Bellas Artes con un fresco que representaba la música, el teatro y las artes visuales.
Dodd también inició una subasta de arte anual en 1940 de las obras de estudiantes y artistas externos para recaudar fondos para promover las artes. Construyó la colección permanente del Museo de Arte y creó una Exposición de Arte Estudiantil de Georgia anual para exhibir las obras de los estudiantes universitarios y de secundaria locales. El alcance del departamento de arte creció desde la escuela pública y el arte comercial hasta todas las facetas del arte.
El año 1940 también marcó la apertura del edificio de Bellas Artes con toda el ala izquierda ocupada por el Departamento de Arte. La parte central del edificio contenía un auditorio de 2000 asientos y el departamento de música ocupaba el ala derecha. Dodd dirigió la escuela de arte hasta que se jubiló en 1972, y la escuela recibió su nombre en su honor en 1996.

## Profesores y artistas visitantes
En la escuela de arte han enseñado varios profesores destacados, como por ejemplo Jack Davis, Art Rosenbaum y Margaret Morrison.

### Cátedra de profesor Lamar Dodd
Distinguidos artistas internacionales seleccionados son invitados a becas de un año para participar en las comunidades académicas y artísticas dentro de la escuela. Elaine De Kooning, Mel Chin, Michael Lucero, David Sandlin, Kendall Buster, Lola Brooks, Kota Ezawa, Zoe Strauss y Paul Pfeiffer, Lauren Fensterstock y Trevor Paglen han servido en esta silla.

## Instalaciones actuales

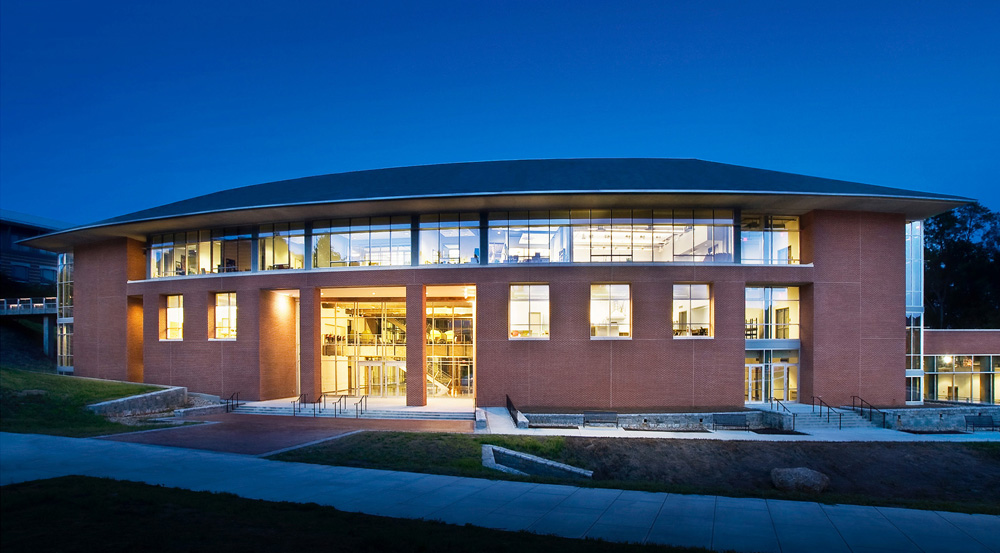
Fachada de la Escuela de Arte Lamar Dodd

En 2006, la escuela de arte tenía 1000 estudiantes de pregrado y 100 de posgrado y estaba ubicada en siete ubicaciones separadas en el campus de la UGA; sin embargo, en 2008, la escuela de arte se mudó a una nueva instalación construida en el campus este. El edificio de $39 millones tiene 171,000 pies cuadrados (15,900 m2) de espacio.
Además, una instalación independiente dedicada a la cerámica se completó en 2011 y está ubicada junto al edificio principal en el campus este. En el campus norte, el Thomas Street Art Complex alberga esculturas, joyas y trabajos en metal, y Broad Street Studios alberga el programa de diseño de interiores.

## Galerías de la Escuela de Arte Lamar Dodd

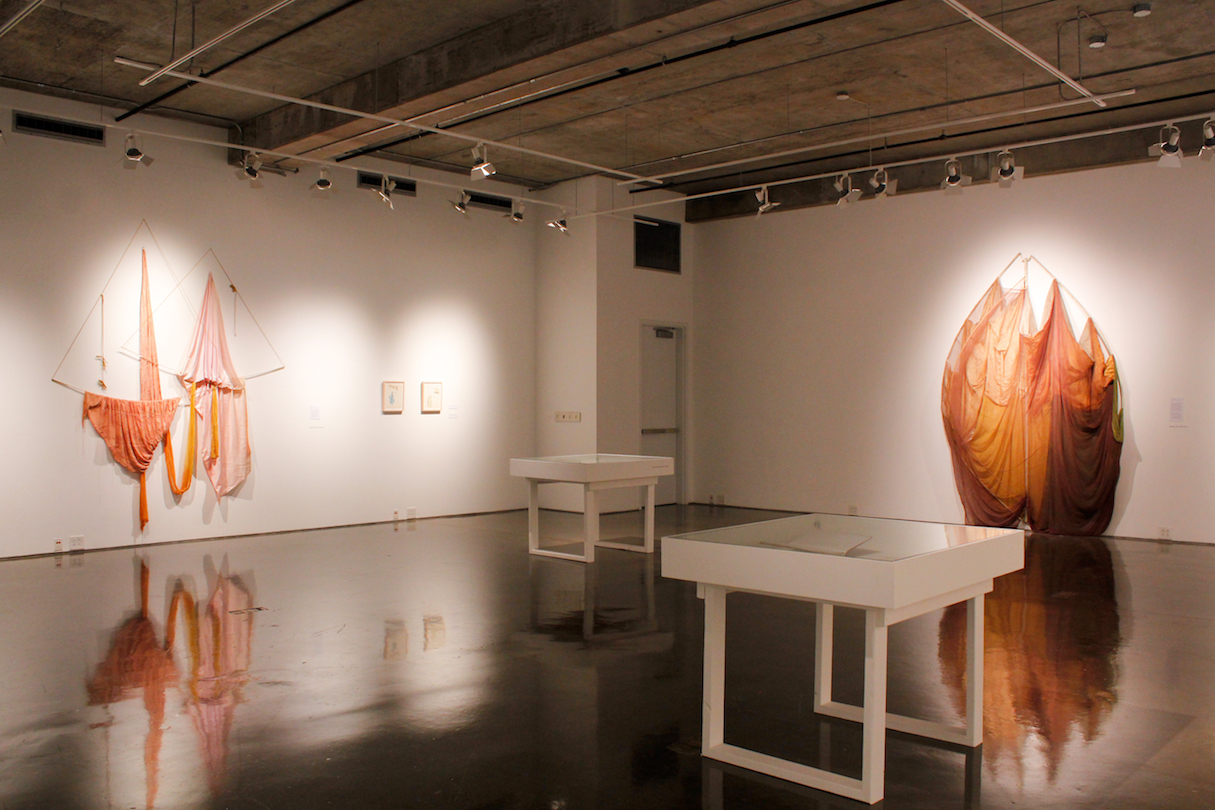
Vista de instalación de una de las galerías Dodd

Las galerías Dodd se dedican a comprender y promover el arte contemporáneo como herramienta y catalizador para la educación. Las Galerías consisten en cinco espacios de exhibición que actúan como laboratorios y campos de prueba para la innovación ubicados entre nuestras aulas y estudios. Comprometidas con la idea del arte como investigación, las galerías albergan artistas, diseñadores, críticos y curadores establecidos y emergentes de talla nacional e internacional junto con una programación interdisciplinaria diseñada para cuestionar, educar e inspirar. La misión de las Galerías es desafiar las percepciones contemporáneas de la creación artística y promover la idea de que el arte es esencial para la producción de conocimiento. The Galleries produce exhibiciones y eventos rotativos que examinan los contextos culturales y sociales que nos rodean, instigan diálogos interdisciplinarios y experiencias artísticas esenciales.